# پارک یون سون
پارک یون سون (انگلیسی: Park Eun-sun؛ زادهٔ ۲۵ دسامبر ۱۹۸۶) بازیکن فوتبال اهل کره جنوبی است.

وی همچنین در تیم‌های ملی فوتبال South Korea women's national under-20 football team و زنان کره جنوبی بازی کرده‌است.
وی در مسابقات کشوری و بین‌المللی در مجموع برندهٔ ۱ مدال طلا، ۱ مدال برنز شده‌است.